# Alstroemeria brasiliensis
Alstroemeria brasiliensis är en alströmeriaväxtart som beskrevs av Spreng.. Alstroemeria brasiliensis ingår i släktet alströmerior, och familjen alströmeriaväxter. Inga underarter finns listade i Catalogue of Life.

## Bildgalleri

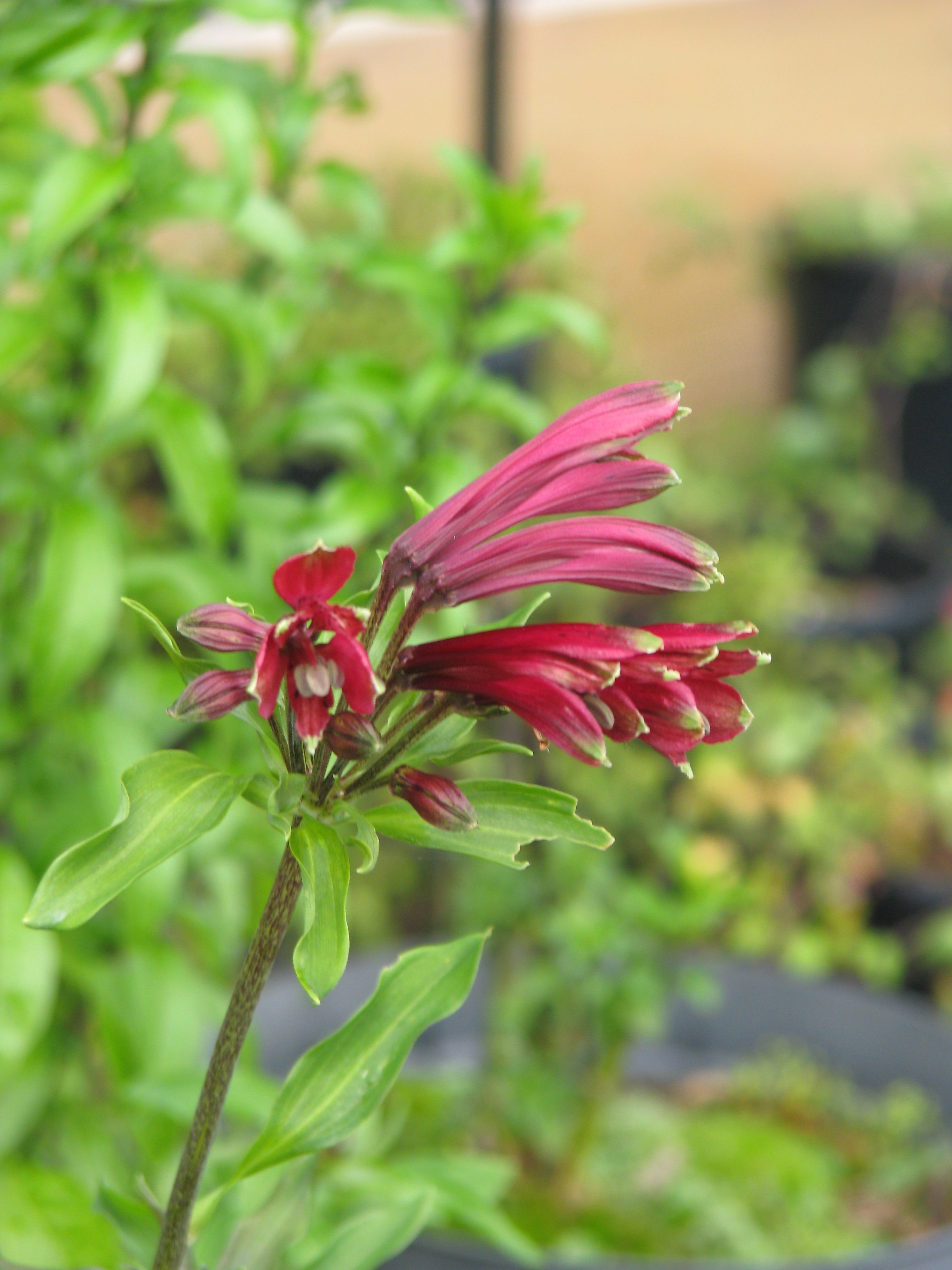